# Casa Comantergo
La Casa Comantergo és una obra noucentista de Sarroca de Lleida (Segrià) inclosa a l'Inventari del Patrimoni Arquitectònic de Catalunya.

## Descripció
Habitatge cantoner singularment situad a l'entrada d'una fàbrica d'oli. Aquesta entrada té una planta rectangular amb planta baixa i terrassa dividida amb dos magatzems per un pas d'accés de vehicles a la fàbrica. Paraments de pedra fins a mitja alçada amb trams imitant un rusc mentre a la part frontal continuen amb pedra. Els balustres de morter motllurat, embigat de fusta i rajola vernissada blava.

## Història
De l'edifici en fou promotor en Ninyeroles.